# Belchentunneln
Belchentunneln är en tunnel i Schweiz. Den utgör en del av motorvägen A2 mellan tyska gränsen i Basel till Chiasso vid den italienska gränsen i Schweiz. Biltunneln invigdes 1970 och är 3,18 km lång.
Tunneln bestod från början av två rör. För att minska framtida underhålls påverkan på framkomligheten genom tunnel och för att öka säkerheten, invigdes ett tredje rör den 1 juli 2022.